# Anandpur Sahib
Anandpur Sahib is een nagar panchayat (plaats) in het district Rupnagar van de Indiase staat Punjab. 

## Demografie
Volgens de Indiase volkstelling van 2001 wonen er 13.886 mensen in Anandpur Sahib, waarvan 53% mannelijk en 47% vrouwelijk is. De plaats heeft een alfabetiseringsgraad van 73%.

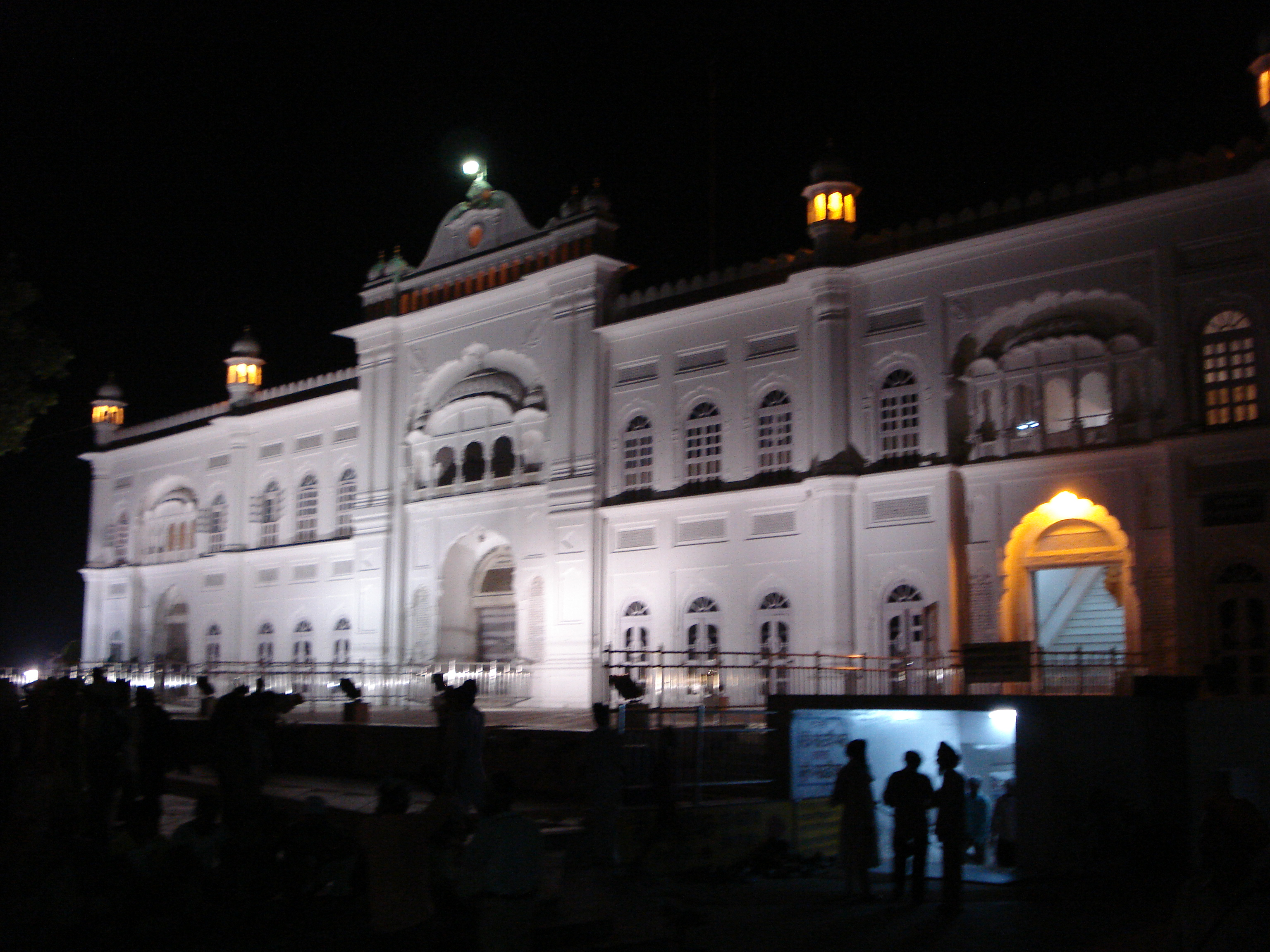
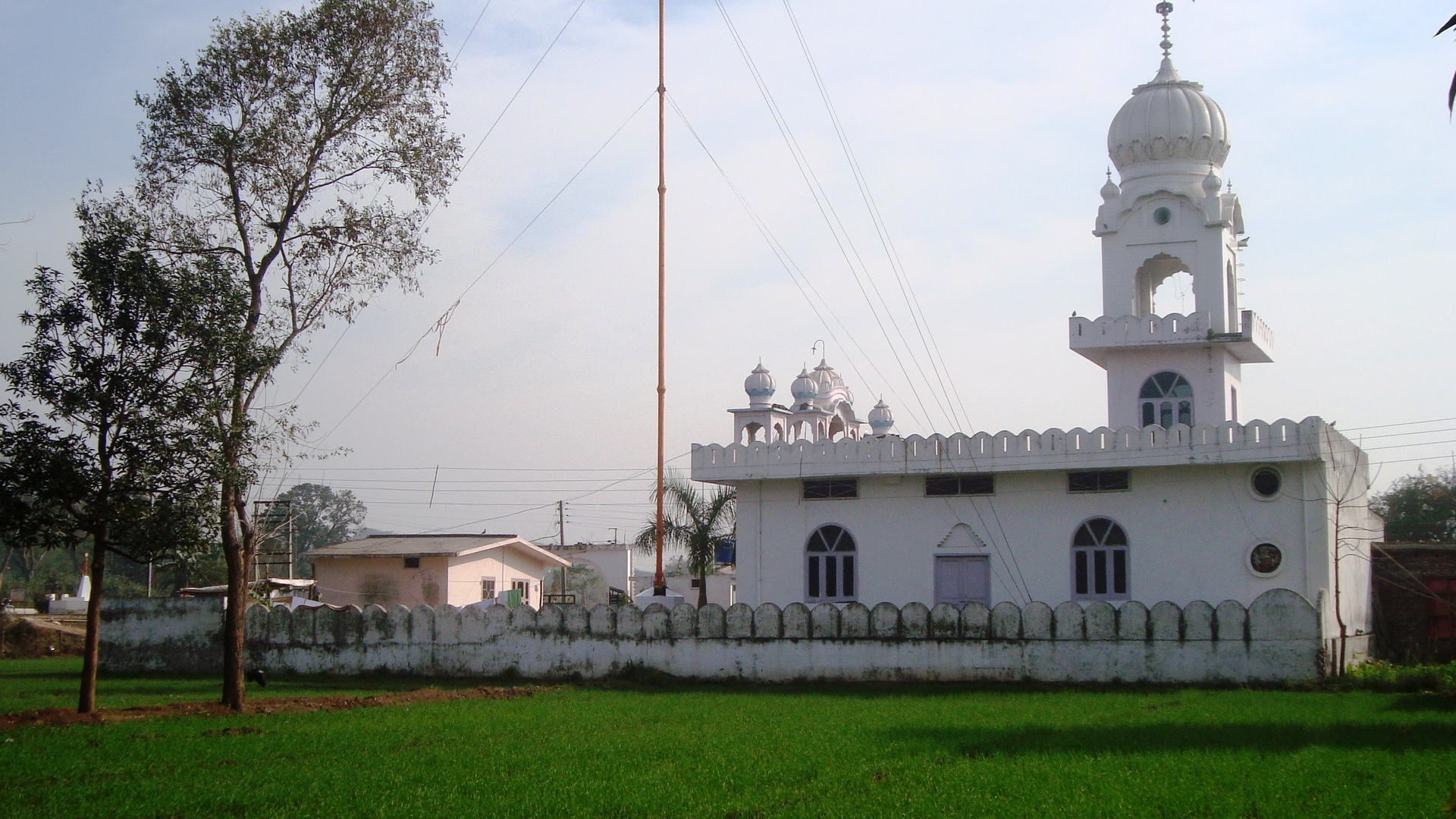
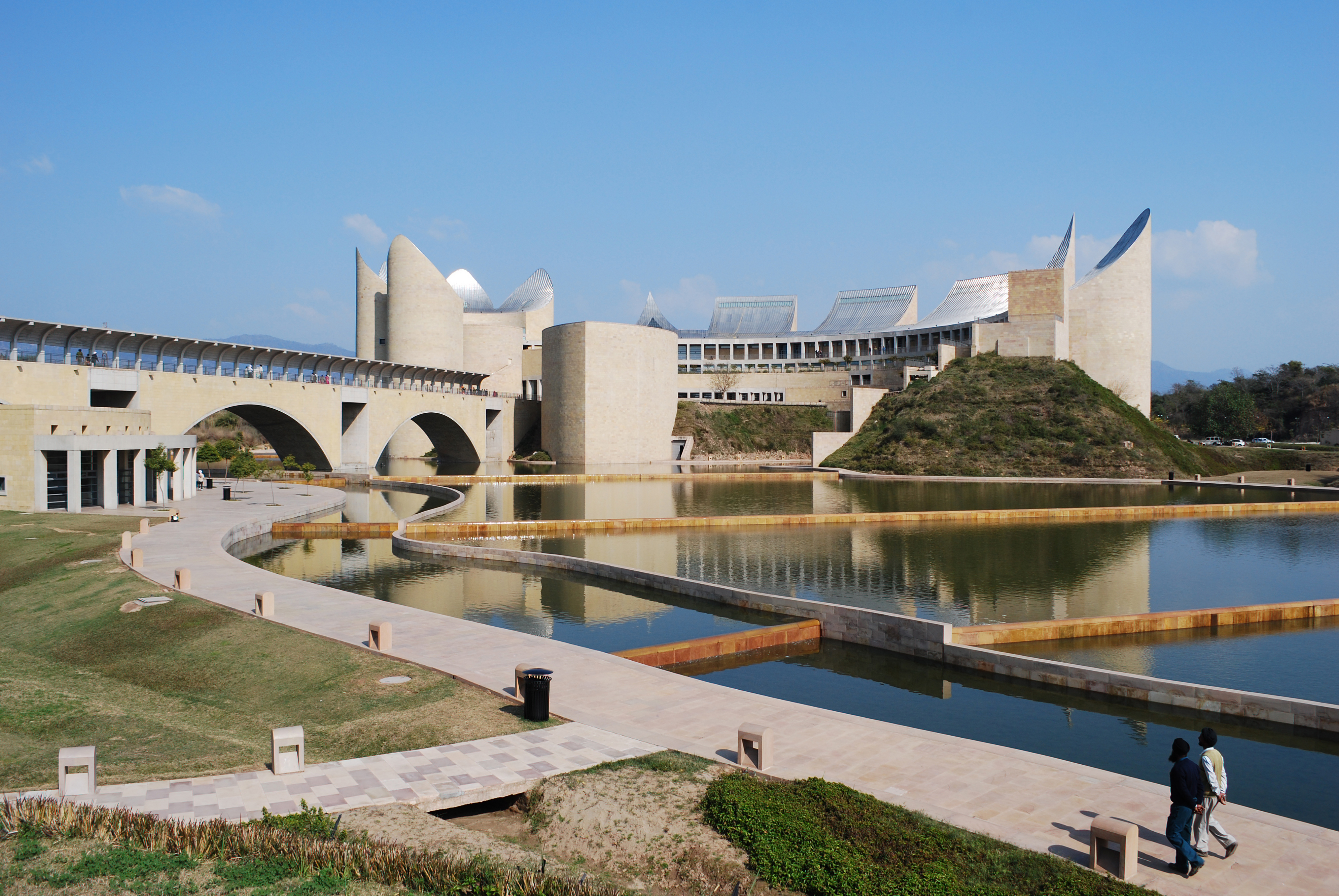
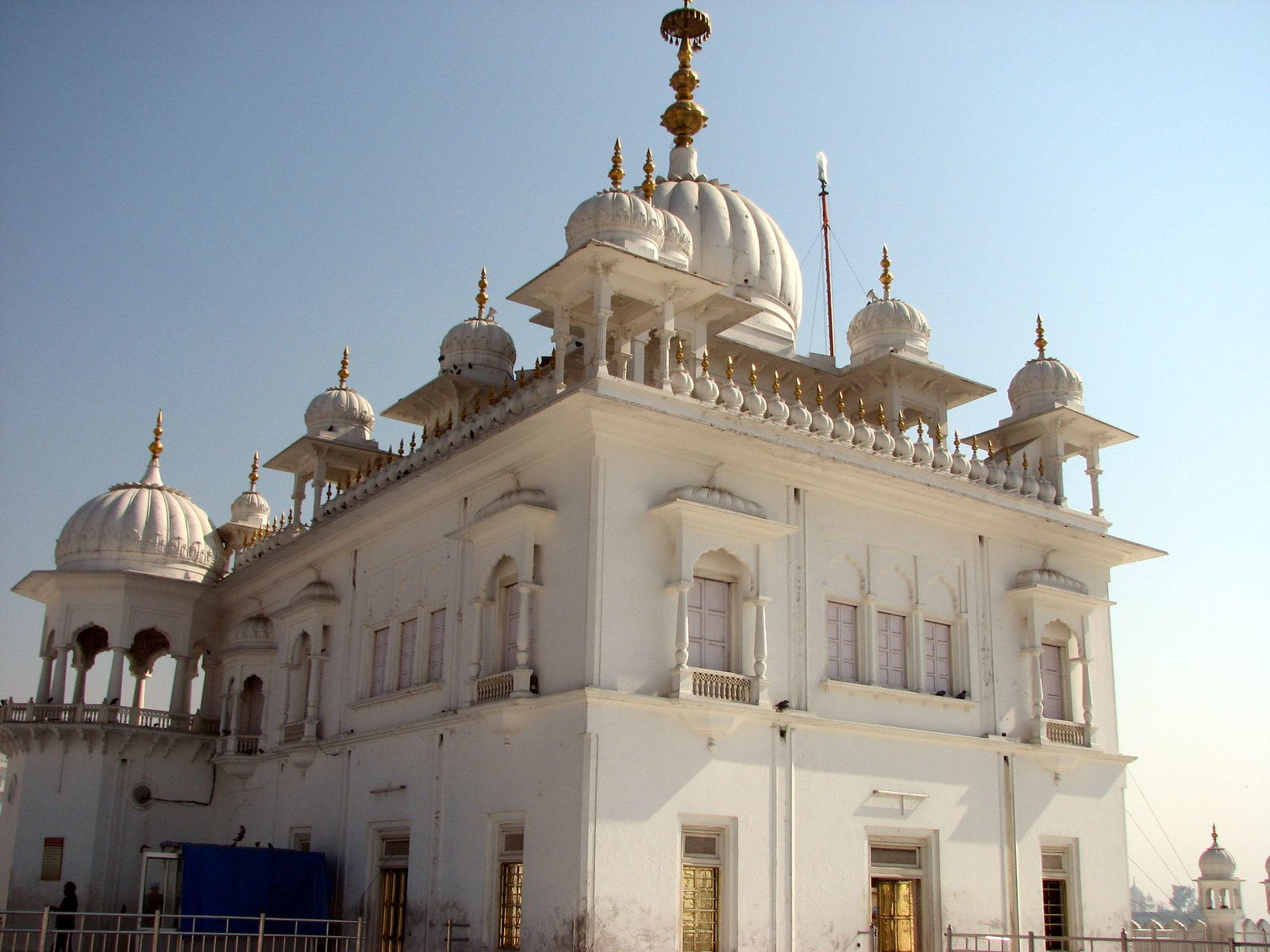